# Буславец
Буславец — деревня в Рамешковском районе Тверской области.

## География
Находится в восточной части Тверской области на расстоянии приблизительно 27 км на юго-восток по прямой от районного центра поселка Рамешки.

## История
Л.В. Васильев связывает название либо с Буславъ (родств. др.-польск. Busław — из Bud(o)sław), либо с *Быславъ (от глагола *byti).
Известна с 1859 года как русская деревня с 16 дворами, в 1887 — 28, в 2001 — 2 дома местных жителей и 10 домов — собственность наследников и дачников. В советское время работали колхозы «Красный Буславец», «1 Мая» и «Перелом». До 2021 входила в сельское поселение Ведное Рамешковского района до их упразднения.

## Население
Численность населения: 109 человека (1859 год), 176 (1887), 10 (русские 100 %) в 2002 году, 1 в 2010.